# Zbigniew Smuga
Zbigniew Smuga – polski dyplomata, chargé d’affaires w Bangladeszu (2002–2005).

## Życiorys
Ukończył studia w Moskiewskim Państwowym Instytucie Stosunków Międzynarodowych. Zawodowo związany był z Ministerstwem Spraw Zagranicznych. Działał w Komisji Zakładowej NSZZ „Solidarność”. W latach 2002–2005 był chargé d’affaires w Bangladeszu.